# Tusti (Muhu)
Tusti – wieś w Estonii, w prowincji Sarema, w gminie Muhu.